# Clase Steregushchiy
El Proyecto 20380 es un proyecto ruso de naves de superficie de combate multipropósito del segundo rango de la zona del mar cercano (corbetas),  desarrollado para la Armada de Rusia. 
Según la clasificación oficial de la OTAN - fragatas Clase Steregushchiy , según expertos independientes del Instituto Internacional de Estudios Estratégicos (Londres), se clasifican como fragatas. Estos barcos deberían convertirse en la base de la Armada rusa en la zona cercana al mar.
A partir de agosto de 2019, la Armada rusa tiene 6 barcos del proyecto 20380 como parte de la Flota del Báltico y dos como parte de la Flota del Pacífico.

## Historia
El proyecto del nuevo buque patrullero multipropósito ruso de la zona cercana al mar del proyecto 20380 (código de proyecto "Corvette-1") fue desarrollado para la Armada de Rusia en San Petersburgo en la Oficina Central de Diseño Marino de Almaz. La creación del primer proyecto de barco en la historia de la flota rusa, clasificada como corbeta multiusos de acuerdo con la clasificación internacional, se debió en gran medida a las dificultades con la implementación del proyecto de barco multipropósito anterior 12441 (el barco líder Novik, que se lanzó en 1997 en los astilleros del astillero Yantar, nunca se completó). En relación con estas dificultades, después de la competencia, en la que ganó FSUE TsMKB Almaz, el comando de la Armada rusa decidió comenzar la construcción de un barco más simple y barato del proyecto 20380. 
El 1er Instituto de Investigación Central del Ministerio de Defensa de la Federación de Rusia llevó a cabo el apoyo científico-militar para la creación del proyecto del buque 20380. En total, más de setenta empresas industriales y de investigación rusas (incluidas Aurora, Kolomensky Zavod, Sredne-Nevsky Shipbuilding Plant, etc.) participaron en la creación del barco del proyecto 20380. El desarrollo del proyecto técnico se completó a principios de 2001.
Decreto del Presidente de la Federación de Rusia No. 1431 del 12 de diciembre de 2009, un grupo de empleados del astillero Severnaya Verf recibió premios estatales por la creación del barco del proyecto 20380 del tipo Steregushchiy. Veintitrés empleados de la empresa recibieron la medalla de la Orden del Mérito para la Patria, grado II, y seis recibieron el título honorífico de Ingeniero de Honor de la Federación Rusia.
El buque líder "Steregushchiy" se estableció el 21 de diciembre de 2001 en el "Astillero" Severnaya Verf "de OJSC". Algún tiempo después, se establecieron tres barcos más del mismo tipo en el mismo astillero: Soobrazitelny (20 de mayo de 2003), Boyky (27 de julio de 2005), Steadfast (10 de noviembre de 2006). Otro barco, "Perfecto", fue colocado el 30 de junio (según otras fuentes, 1 de julio), 2006, en la grada del Astillero Amur en Komsomolsk del Amur. El volumen total del pedido será de siete barcos.  Esto será posible si el primer barco construido en Komsomolsk-on-Amur supera con éxito las pruebas de la Armada. El plazo de entrega se limitará a 2017. El 31 de marzo de 2010, se lanzó el primer barco de producción de la serie, Soobrazitelny, en el OJSC Severnaya Verf Shipyard OJSC.
En total, el comando de la Armada rusa planea construir una serie de 24 barcos multipropósito del proyecto 20380/20385 (seis para cada una de las cuatro flotas). Hasta septiembre de 2012, dos barcos (el líder y el primero de producción) ya habían sido entregados y cinco más debían ser entregados a la flota antes de 2015.
El barco líder de la serie, "Steregushchiy", se presentó por primera vez al público en general en el III Salón Naval Internacional celebrado en San Petersburgo del 27 de junio al 1 de julio de 2007 bajo su código de exportación Tiger.
El 17 de marzo de 2011, el servicio de prensa del astillero Severnaya Verf anunció la conclusión de un contrato con el Ministerio de Defensa de la Federación de Rusia para la construcción de 9 buques del proyecto 20385. El contrato se firmó como parte del programa de armamento estatal hasta 2020. 
Según el Centro de Análisis de Estrategias y Tecnologías (CAST), el precio mínimo de construcción de un navío del Pr. 20380 es de 10 mil millones de rublos. Se espera que se construyan seis barcos antes de 2020. Según los informes del astillero Severnaya Verf, el costo de los barcos Retivy (sexta) y Strogiy (séptima en la serie) del proyecto 20380, establecida en 2015, es de aproximadamente 17 mil millones de rublos. para cada barco.
Desde 2016, la construcción de la corbeta bajo el proyecto radicalmente modificado 20386 (con mayores dimensiones: longitud de aproximadamente 109 m, desplazamiento de aproximadamente 2,500 toneladas) ha comenzado en el astillero Severnaya Verf en San Petersburgo: la ceremonia de colocación del navío Derzkiy se realizó el 28 de octubre. En la ceremonia de colocación, el Comandante en Jefe Adjunto de la Armada, Viktor Bursuk, anunció que la Armada rusa planea recibir más de diez corbetas del proyecto 20386. El costo de la cabeza corbeta 20386 Derzkiy , de acuerdo con el contrato del Ministerio de Defensa de la Federación de Rusia y el "Astillero del Norte", ascendió a unos 29 mil millones de rublos.

## Lista de navíos

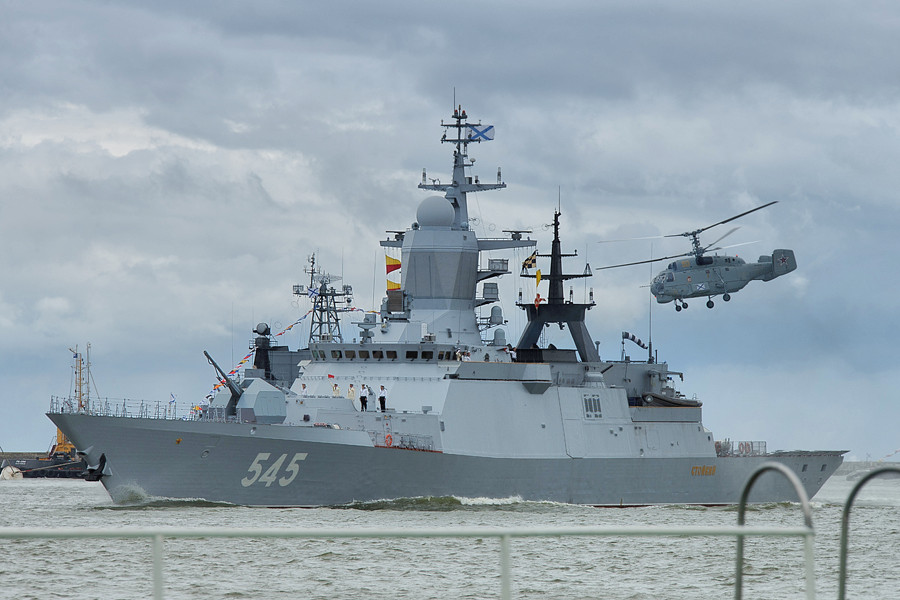
Stoykiy en la parada naval del Día de la Marina de 2015 en Baltiysk.

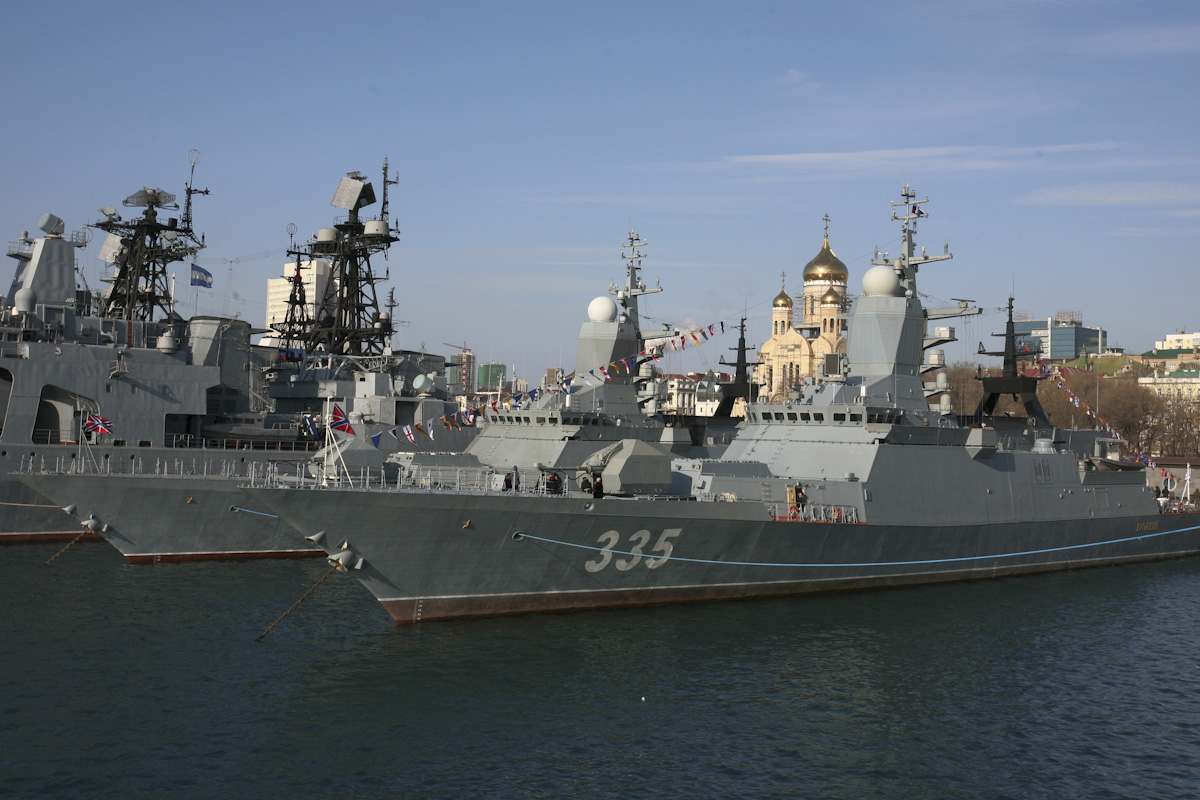
Gromkiy el día del izado de su bandera de combate el 25 de diciembre de 2018 (Vladivostok)

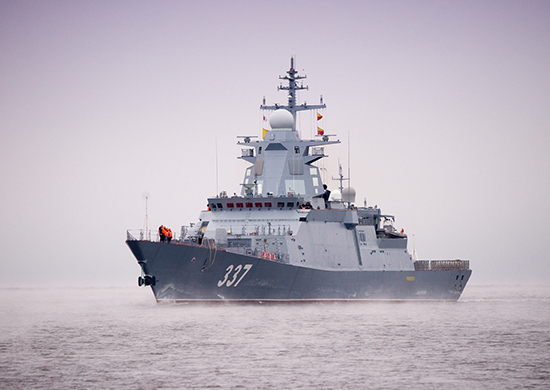
Corbeta Pr. 20385 Gremyashchiy

| #         | Nombre             | N.º       | Inicio     | Botado     | Servicio      | Flota     | Estatus         |
| Pr. 22380 | Pr. 22380          | Pr. 22380 | Pr. 22380  | Pr. 22380  | Pr. 22380     | Pr. 22380 | Pr. 22380       |
| --------- | ------------------ | --------- | ---------- | ---------- | ------------- | --------- | --------------- |
| 1         | Steregushchiy      | 550       | 21.12.2001 | 16.05.2006 | 28.02.2008    | BÁLTICO   | En servicio     |
| 2         | Soobrazitelnyy     | 531       | 20.05.2003 | 31.03.2010 | 14.10.2011    | BÁLTICO   | En servicio     |
| 3         | Boikiy             | 532       | 27.05.2005 | 15.04.2011 | 16.05.2013    | BÁLTICO   | En servicio     |
| 4         | Stoykiy            | 545       | 10.11.2006 | 30.05.2012 | 18.07.2014    | BÁLTICO   | En servicio     |
| 5         | Sovershennyy       | 333       | 30.06.2006 | 22.05.2015 | 20.07.2017    | PACÍFICO  | En servicio     |
| 6         | Gromkiy            | 335       | 20.04.2012 | 28.07.2017 | 25.12.2018    | PACÍFICO  | En servicio     |
| 7         | Aldar Tsydenzhapov | 339       | 22.07.2015 | 21.10.2019 | 25.12.2020    | PACÍFICO  | En servicio     |
| 8         | Rezkiy             | 343       | 01.07.2016 | 01.07.2021 | 15.09.2023    | PACÍFICO  | En servicio     |
| 9         | Merkuriy           | 734       | 20.02.2015 | 12.03.2020 | 13.05.2023    | M.NEGRO   | En servicio     |
| 10        | Strogiy            |           | 20.02.2015 | ??.06.2019 | Prev. 2024    | M.NEGRO   | En pruebas      |
| 11        | Groznyy            |           | 23.08.2021 | Prev. 2025 | Prev. 12.2026 | PACÍFICO  | En construcción |
| 12        | Bravyy             |           | 29.09.2021 | Prev. 2025 | Prev. 2026    | PACÍFICO  | En construcción |
| 13        | Stremitel'nyy      |           | Prev. 2023 |            | Prev. 12.2026 | M.NEGRO   | En construcción |
| 14        | Rastoropnyy        |           | Prev. 2023 |            | Prev. 2026    | M.NEGRO   | En construcción |
| Pr. 22385 |                    |           |            |            |               |           |                 |
| 1         | Gremyashchiy       | 337       | 01.02.2012 | 30.06.2017 | 25.12.2020    | PACÍFICO  | En servicio.    |
| 2         | Provorniy          | 341       | 25.07.2013 | ??.09.2019 | Prev. 12.2024 | PACÍFICO  | En construcción |
| 3         | Buynyy             |           | 03.08.2021 | Prev. 2025 | Prev. 12.2026 | PACÍFICO  | En construcción |
| 4         | Razumnyy           |           | 12.06.2022 | Prev. 2026 | Prev. 12.2027 | PACÍFICO  | En construcción |
| 5         | Bystryy            |           | 01.07.2022 | Prev. 2027 | Prev. 07.2028 | PACÍFICO  | En construcción |
| 6         | Razyashchiy        |           | Prev. 2023 | Prev. 2027 | Prev. 12.2028 | PACÍFICO  | Planeado        |
| Pr. 22386 |                    |           |            |            |               |           |                 |
| 1         | Derzky             |           | 28.10.2016 | ??.03.2021 | Prev. 12.2023 | NORTE     | En construcción |
| 2         |                    |           | Prev. 2023 |            | Prev. 12.2026 | NORTE     | Planeado        |